# Rutenien

Områden för vilka namnet Rutenien har använts mellan 900- och 1200-talet.

Namnet Rutenien (belarusiska, ryska och ukrainska: Русь), ursprungligen en latiniserad variant av namnet Rus, är en benämning på områden i Östeuropa som under medeltiden befolkades av östslaviska folk. Det används även som benämning på områden och furstendömen som en gång har ingått i Kievriket. På grund av kontinuerlig politisk instabilitet har begreppet Rutenien ofta fått olika betydelse beroende på av vem, varför och när det har använts. Den mest omfattande användningen av de båda namnen Rus och Rutenien har varit på ett område som idag omfattas av norra Ukraina och Belarus samt mindre delar av Slovakien, Polen och västra Ryssland. På ryska används Rus numera som en ålderdomlig och poetisk variant av Ryssland.

## Historia

### Bakgrund
Rutenien tros från början ha varit ett område i östra Europa, utmed floden Dnepr, som runt 800-talet var befolkat av ett flertal östslaviska stammar. Dess territorium växte kraftigt under 900-talet och kom att omfatta större delen av områden mellan Svarta havet och Östersjön. De vida gränserna tyder på att Rutenien inte var en etnisk, utan en politisk formation, där många etniciteter var representerade och makten var relativt decentraliserad. Folket i Rutenien kallades för rusiner eller rutener.

### Medeltiden
En successiv samhällsklassbildning under 800–1000-tal ledde till att Rutenien började anta en alltmer statsliknande form, där de ingående furstendömena föll under inflytandet av furstendömet Kiev. Kiev kom så småningom att dominera hela Rutenien, som då även började kallas för Kievriket (även Kievrutenien och Kievrus). Kievs dominans började dock dala under 1100-talet, samtidigt som de andra furstendömena ökade sin makt och de förde ofta erövringskrig mot varandra, och ibland även mot Kiev. År 1132 deklarerade furstendömet Polatsk sin självständighet från Kiev. År 1136 gjorde Novgorod samma sak, varpå Kievriket nu stod utan en tredjedel av sitt forna territorium.
Rutenien förlorade sin storhet i och med Gyllene hordens krig under 1237–41 som brände och plundrade huvudstaden Kiev och gjorde slut på dess dominans. Förmodligen flydde rutenerna som kunde rädda sig undan mongolerna. De flydde i nordvästlig riktning till de icke-erövrade nordvästra delarna av Rutenien, som på den tiden befolkades av både rutenska och baltiska stammar. Där började furstendömet Novagarodak växa sig starkt. Kärnområdet i Novagarodak var det baltiska Litva (senare Litauen), som fick en central roll i det snabbt växande riket. Här uppstod senare Storfurstendömet Litauen som mot slutet av 1300-talet omfattade hela Ruteniens territorium. Det rutenska språket och kulturen förblev dock dominerande i det nya riket.

### Förväxlingen
Så småningom kom furstendömet Moskva att bli Litauens främsta rival om det gamla rutenska området. Fursten av Moskva Ivan IV hade ambitionen att förena det gamla Ruteniens folk under sig. Efter att ha erövrat några av de gamla rutenska landskapen från Litauen, tog han 1547 titeln som den första tsaren av det Ryska riket, men i sin titel kallade han sig "tsar och storfurste över hela Rus". Sannolikt är det i och med detta som den hädanefter mycket vanliga historiska förväxlingen av Rutenien och Ryssland har uppstått[källa behövs]. När sedan hela Litauen hade fallit under Kejsardömet Ryssland på 1700-talet och hela det rutenska området hade införlivats i Ryssland, kom ordet Rutenien ur bruk i många språk. Till följd av detta började termen Rutenien felaktigt översättas som "Ryssland", vilket har gjort att Ruteniens historia i vissa moderna källor ibland beskrivs som Rysslands historia och det har därmed skapat förväxlingen bland forskare.
Namnet Rutenien har fortsatt att leva kvar i århundraden efter Kievrikets fall, som en geografisk områdesbenämning. Landskapsnamnen Svartrutenien (Svartryssland), Rödrutenien (Galizien) och Vitrutenien (Belarus) går att hitta på kartor från 1800-talet. Än idag fortsätter ordet att användas i någon grad om den västukrainska regionen Karpato-Ukraina, ett område som under perioden 1938–1939 var en självständig stat under namnet Karpato-Rutenien.